# Аллос
Алло́с (фр. Allos, окс. Alòs) — коммуна во Франции, находится в регионе Прованс — Альпы — Лазурный Берег. Департамент коммуны — Альпы Верхнего Прованса. Входит в состав кантона Аллос-Кольмар. Округ коммуны — Кастеллан.
Код INSEE коммуны — 04006.
Впервые упоминается в 1056 году под названием Alodes.

## Население
Население коммуны на 2008 год составляло 695 человек.
| 1962 | 1968 | 1975 | 1982 | 1990 | 1999 | 2008 |
| ---- | ---- | ---- | ---- | ---- | ---- | ---- |
| 449  | 497  | 564  | 681  | 705  | 637  | 695  |

## Экономика
Основу экономики составляет туризм.
В 2007 году среди 471 лица в трудоспособном возрасте (15—64 лет) 360 были экономически активными, 111 — неактивными (показатель активности — 76,4 %, в 1999 году было 79,8 %). Из 360 активных работали 341 человек (193 мужчины и 148 женщин), безработных было 19 (11 мужчин и 8 женщин). Среди 111 неактивных 20 человек были учениками или студентами, 55 — пенсионерами, 36 были неактивными по другим причинам.

## Достопримечательности
- Романская церковь Св. Иоанна Крестителя (XVIII век)
- Солнечные часы (1757 год)
- Церковь Сен-Себастьен
- Часовни: Сен-Жак, Сен-Лоран, Сен-Пьер, Сен-Рош, Нотр-Дам-де-Мон, Нотр-Дам-де-Лумьер, Нотр-Дам-де-Грас, Сен-Брижит, Сен-Маделен-э-Сен-Жозеф, Нотр-Дам-де-ла-Флёр